# Michal Chrabrý
Michal Chrabrý (rumunsky Mihai Viteazul, maďarsky Vitéz Mihály, původním jménem Mihai Pătrașcu; 1558 – 9. srpna 1601) byl kníže rumunského Valašska (1593–1601), transylvánský (1599–1600) a moldavský (1600).
Během jeho vlády byla tato tři knížectví na území dnešního Rumunska a Moldávie poprvé spojena do jednoho státního celku, proto je Mihai v Rumunsku vnímán jako národní hrdina a zakladatel rumunské státnosti. Na tak rozsáhlém území všech tří rumunských podunajských knížectví vládl teprve rumunský král Ferdinand v roce 1918 po sjednocení starého Rumunska se Sedmihradskem, Banátem a Besarábií. Michal byl spojencem Habsburků v boji proti Osmanské říši během dlouhé turecké války, ale pro svou úspěšnou, nezávislou kariéru se stal brzy pro habsburského císaře Rudolfa II. nepohodlným. V roce 1601 jej proto Rudolf nechal odstranit, o což se postaral císařský generál Giorgio Basta, který Michala zavraždil.
Michal Chrabrý je též symbolem nezávislosti pro jeho boj proti Turkům a je po něm pojmenován rumunský Řád Michala Vítěze založený roku 1916 králem Ferdinandem.
V anketě 100 největších Rumunů z roku 2006 obsadil Michal čtvrté místo.

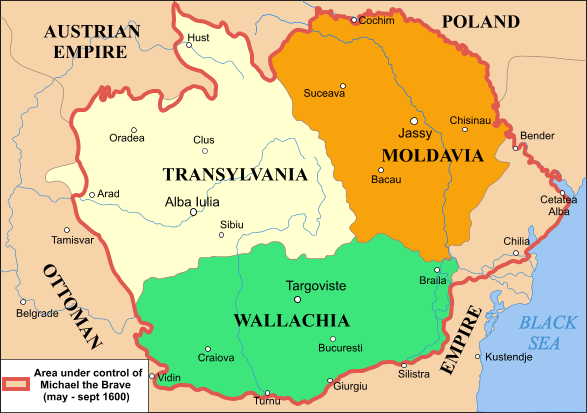
Největší územní rozsah vlády Michala Chrabrého

## Odkaz
Michal je uctíván mnichy z athoského kláštera Simonopetra za jeho významné příspěvky ve formě půdy a peněz na obnovu kláštera, který byl zničen požárem.
Poslední křížová výprava, film režiséra Sergia Nicolaesca, představuje život tohoto valašského vládce a jeho úsilí sjednotit tři rumunská knížectví (Valašsko, Moldavsko a Sedmihradsko) v jeden celek.